# Constantin Gângioveanu
Constantin Mihai Gângioveanu, (n. 4 septembrie 1989, Craiova, județul Dolj), este un fotbalist român care a evoluat la echipa Universitatea Craiova pe postul de mijlocaș.
De asemenea, el este un obișnuit al titularilor naționalei de fotbal de tineret a României, unde este executantul loviturilor de la 11 metri.

## Carieră
A debutat pentru Universitatea Craiova în Liga I pe 28 mai 2005, într-un meci pierdut împotriva echipei Dinamo București.

## Titluri
| Sezon   | Club                  | Titlu   |
| ------- | --------------------- | ------- |
| 2005-06 | Universitatea Craiova | Liga II |